# Правда (фільм, 1957)
«Пра́вда» — український радянський художній фільм 1957 року, екранізація однойменної п'єси Олександра Корнійчука.

## Сюжет
Лютнева революція 1917 року не принесла на фронт довгоочікуваного миру. В окопах на схилах Карпат продовжують гинути солдати. Деякі фронтовики відправляються додому, в їх числі і Тарас Голота. У рідному селі він потрапляє на похорон матері, вбитої гайдамаками і піднімає односельців на розділ поміщицької землі. Гетьманськими властями Голота заарештований, проте здійснює втечу. В дорозі він зустрічає більшовика Рижова і його дочку Наташу, які їдуть в Україну за завданням Леніна й допомагають Голоті розібратися в ситуації. Тарас повертається додому «справжнім революціонером»…

## У ролях
- Михайло Єгоров — Тарас Голота
- Павло Киянський — Кузьма Іванович Рижов
- Ніна Кукушкіна — Наташа Рижова
- Гліб Юченков — Ленін
- Олександр Ануров — Дзержинський
- Анатолій Канівський — Луначарський
- Яків Козлов — Свердлов
- Андро Кобаладзе — Сталін
- Юрій Мажуга — Вася
- Михайло Пуговкін — Василь Боженко
- Леонід Жуковський — Володимир Затонський
- Валентин Черняк — Юрій Коцюбинський
- Олександр Дубов — Пятаков
- Віктор Добровольський — пан Чубатенко
- Сергій Петров — Михайло Грушевський
- Георгій Бабенко — Володимир Винниченко
- Юрій Лавров — Симон Петлюра
- Ярослав Геляс — Олександр Керенський
- Лаврентій Масоха — націоналіст, продавець книг
- Адольф Ільїн — гайдамака
- Микола Хрящиков — інвалід
- Кость Кульчицький
- Надія Титаренко — мати Тараса Голоти
- Шкрьоба Павло Маркович — селянин